# هيرويا إيواإكاب
هيرويا إيواإكاب (باليابانية: 岩壁 裕也) (17 مايو 1994 في كاناغاوا في اليابان – )؛ هو لاعب كرة قدم سابق كان يلعب كمدافع.

## وصلات خارجية
- هيرويا إيواإكاب على موقع رابطة كرة القدم اليابانية للمحترفين (اليابانية)